# Amphicerus hamatus
Amphicerus hamatus là một loài bọ cánh cứng trong họ Bostrichidae. Loài này được Fabricius miêu tả khoa học năm 1787.

## Hình ảnh

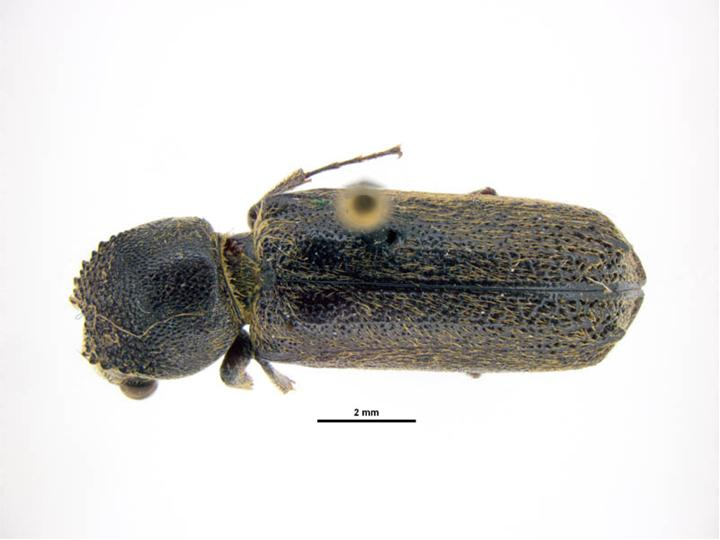